# زبان ترکیبی
در گونه‌شناسی زبان، زبان ترکیبی (به انگلیسی: Synthetic language) زبانی است که روابط نحوی را از طریق ادغام وند با ریشه‌یِ واژه‌ها نشان می‌دهد.